# Ensigné
Ensigné is een gemeente in het Franse departement Deux-Sèvres (regio Nouvelle-Aquitaine) en telt 270 inwoners (1999). De plaats maakt deel uit van het arrondissement Niort.

## Geografie
De oppervlakte van Ensigné bedraagt 20,1 km², de bevolkingsdichtheid is 13,4 inwoners per km².
De onderstaande kaart toont de ligging van Ensigné met de belangrijkste infrastructuur en aangrenzende gemeenten.

## Demografie
Onderstaande figuur toont het verloop van het inwonertal (bron: INSEE-tellingen).